# Památník Jana Palacha (Všetaty)
Památník Jana Palacha ve Všetatech je pamětní místo a expozice Národního muzea v upraveném domě rodiny Palachových. Vyrostl zde student Jan Palach, který se v roce 1969 upálil na protest proti počínající normalizaci v Československu. Dům byl postaven v roce 1929, Palach z něj odešel v roce 1969 do Prahy. Od roku 1989 dům chátral až do roku 2014, kdy ho odkoupilo Národní muzeum. To na podobu památníku vyhlásilo architektonickou soutěž, již vyhrál MCA atelier (architekti Miroslav Cikán a Pavla Melková) a v roce 2019 došlo k otevření.
Uvnitř se nachází expozice zahrnující artefakty z života Jana Palacha a jeho rodiny, pouští se zde také videoprojekce. Dům je otevřený každý den v týdnu kromě pondělí, vstupné je zdarma. Autorem historické expozice je historik Petr Blažek.